# Kurt Kuhlmey
Kurt Kuhlmey, né le 19 novembre 1913 à Tcherniakhovsk et mort le 30 avril 1993 à Bonn, est un général allemand de la Seconde Guerre mondiale.

## Biographie
Il entre dans l'armée à l'âge de 15 ans. En 1934, il rejoint la Luftwaffe (1935-1945). En 1936, il rejoint une division de bombardier basée à Schwerin. Il est nommé capitaine en 1940. Il participe à la campagne de Pologne (1939), à la campagne de Norvège, à la campagne de France et à la bataille d'Angleterre. En juin 1941, il participe à l'opération Barbarossa. D'avril 1942 au 18 octobre 1943, il participe aux campagnes d'Afrique, du Moyen-Orient et de Méditerranée.
En juin 1944, il participe à l'offensive Vyborg–Petrozavodsk et à la bataille de Tali-Ihantala. Durant la bataille, il commande une flotte de 33 Junkers Ju 87, 62 Focke-Wulf Fw 190 et 8 Messerschmitt Bf 109. En mars 1954, il est nommé Oberst (Allemagne).
En juillet 1945, il est arrêté par les Forces armées des États-Unis. Il rejoint la Luftwaffe en juillet 1955 comme colonel. Le 11 septembre 1959, il est nommé Brigadier Général et est nommé plus tard Generalmajor.
Il meurt le 30 avril 1993.

## Distinctions
- Croix de fer (1940) 5 novembre 1941
- Croix de chevalier de la Croix de fer 15 juillet 1942